# Sandy Bay Road (Hobart)
Die Sandy Bay Road ist eine der Hauptstraßen in Hobart, der Hauptstadt des australischen Bundesstaates Tasmanien. Sie verbindet die Innenstadt mit dem Channel Highway (B68), einer Fernstraße, die Hobart mit der Küste im Süden, am D’Entrecasteaux-Kanal verbindet.

## Verlauf
Sie beginnt an der Davey Street als südliche Fortsetzung der Harrington Street und führt nach Süden, entlang der Westseite des St. Davids Park und vorbei am Battery Point. Dort schwenkt sie eine kurze Strecke nach Westen führt dann – wieder Richtung Südosten – einen kleinen Hügel hinunter zur Sandy Bay. Entlang des Westufers des Derwent River und vorbei am Wrest Point Hotel Casino und am Sandy Beach führt die Sandy Bay Road weiter nach Südosten durch Lower Sandy Bay. Dort, wo die Alexandra Battery über dem Long Beach steht, biegt sie, der Küstenlinie folgend, nach Süden ab. Dann steigt die Straße zum Vorort Taroona an, wo sie in den Channel Highway (B68) übergeht.

## Geschichte
Die Sandy Bay Road wurde in der Kolonialzeit, Anfang des 19. Jahrhunderts, als Fahrweg angelegt. Auf Karten und Gemälden dieser Zeit sieht man den Fahrweg deutlich, wie er dem Westufer des Derwent River folgt und dann nach Süden abbiegt. Bald wurde daraus ein breiterer Feldweg und Anfang des 20. Jahrhunderts wurde die Straße asphaltiert. Als es noch Straßenbahnen und Oberleitungsbusse in Hobart gab, führten etliche Linien die Sandy Bay Road von der Innenstadt bis nach Lower Sandy Bay entlang.